# University of Surrey

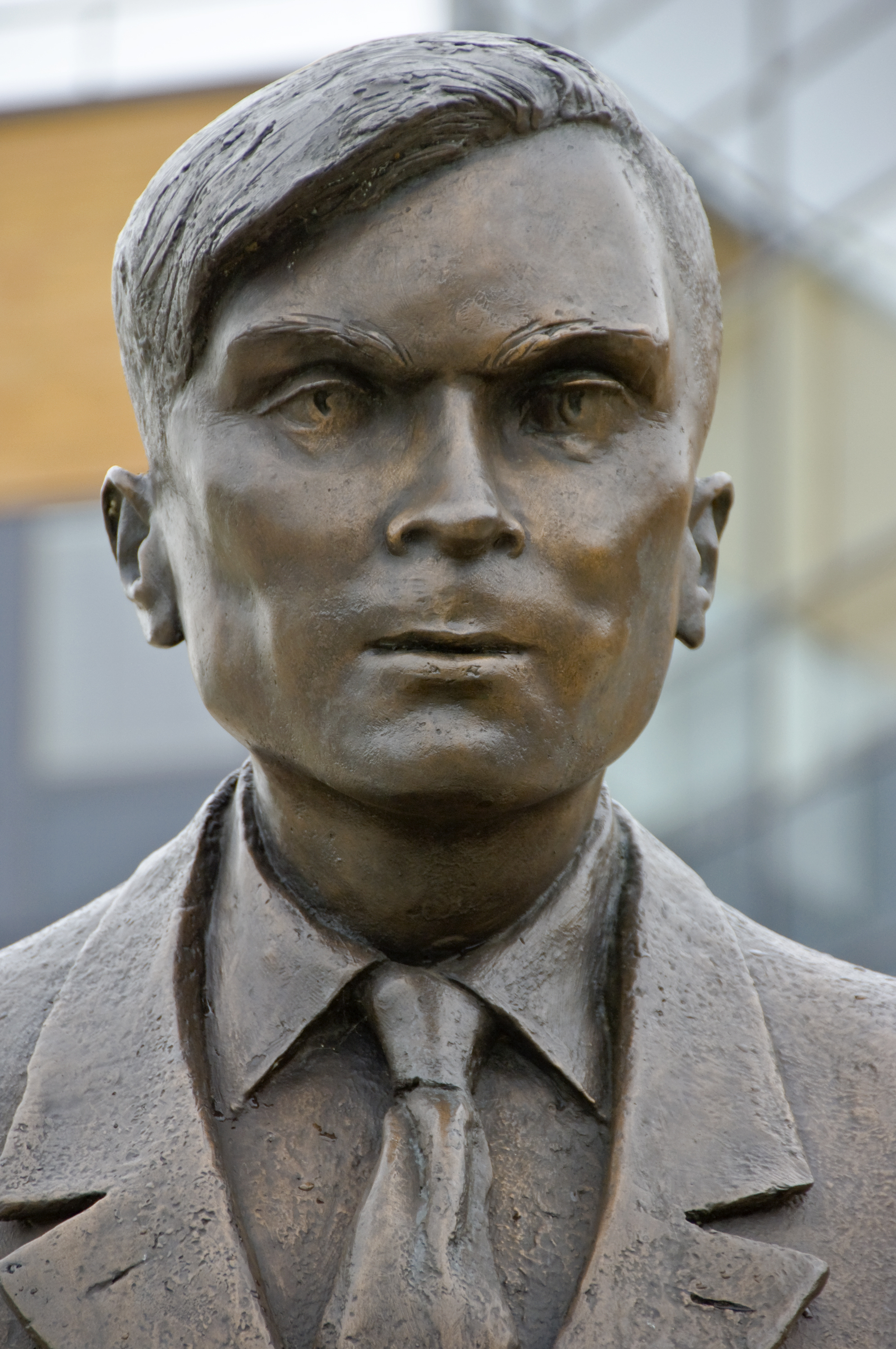
Statue von Alan Turing an der University of Surrey

Die University of Surrey ist eine staatliche Universität in Guildford in Großbritannien.

## Geschichte
1891 wurde die „Battersea Polytechnic Institute“ gegründet. 1956 fand eine Umbenennung in „Battersea College of Technology“ statt. Nachdem das College zu Beginn der 1960er Jahre für die Gebäude in Battersea zu groß wurde, wurde beschlossen nach Guildford umzuziehen.
1966 wurde die University of Surrey offiziell gegründet und 1970 konnte der Umzug von Battersea nach Guildford abgeschlossen werden.
Ein früher Besucher des neuen Campus war die Band Led Zeppelin, die am 15. Oktober 1968 einen Auftritt an der Universität hatte. 

## Rankings
Seit Jahren ist die University of Surrey in zahlreichen nationalen Rankings die führende Universität in den Bereichen Hotel- und Hospitalitymanagement sowie Tourismusmanagement. Für viele weitere Studiengebiete ist die Universität unter den besten zehn Universitäten des Landes gelistet. Insgesamt zählt die University of Surrey laut dem Ranking des Guardian University Guide 2016 mit Platz 4 zu den besten Universitäten Großbritanniens.

## Fakultäten
Die Universität ist in folgende Fakultäten aufgeteilt: 
Faculty of Arts & Human Sciences
- Dance, Film and Theatre
- Economics
- English
- Languages and Translation Studies
- Music and Sound Recording
- Political, International and Policy Studies
- Psychology
- Sociology

Faculty of Engineering and Physical Sciences
- Aerospace Engineering
- Centre for Environmental Strategy
- Chemical Engineering
- Chemical and Bio-systems Engineering
- Civil Engineering
- Computing
- Electronic Engineering
- Mathematics
- Mechanical Engineering
- Medical Engineering
- Physics
- Technology Entrepreneurship

Faculty of Health and Medical Sciences
- Chemical Sciences
- Biomedical Sciences
- Microbial Sciences
- Nutritional Sciences
- Health and Social Care
- Postgraduate Medical School

Faculty of Management and Law
- School of Law
- Business School

## Zahlen zu den Studierenden
Von den 16.990 Studenten des Studienjahrens 2019/2020 nannten sich 9.055 weiblich und 7.935 männlich. 11.810 Studierende kamen aus England, 60 aus Schottland, 170 aus Wales, 70 aus Nordirland, 1.690 aus der EU und 4.835 aus dem Nicht-EU-Ausland. 13.485 der Studierenden strebten 2019/2020 ihren ersten Studienabschluss an, sie waren also undergraduates. 3.505 arbeiteten auf einen weiteren Abschluss hin, sie waren postgraduates. Davon waren 940 in der Forschung tätig.

## Aktivitäten außerhalb Großbritanniens

### Deutschland
Die University of Surrey bot bis 2012 ihr berufsbegleitendes MBA-Programm (Master of Business Administration) sowie das DBA-Programm (Doctor of Business Administration) auch in Deutschland an. Die Kooperation mit dem deutschen Studien-Center wurde jedoch zwischenzeitlich beendet.

### International
Weitere internationale Studien-Center der University of Surrey befinden sich in Griechenland, Barbados und Mauritius.
Zusammen mit der University of Strathclyde und dem World Trade Institute richtet sie die European Trade Study Group aus.